# Уједина
Уједина, уједна рана, (лат. vulnus morsum) је подврста раздерине, настала као последица повређивања зубима, човека или животиња.
Ујед (лат. morsus) треба разликовати од уједне ране (уједине). Код уједине долази до прекида континуитета коже, а код уједа не долази до прекида континуитета коже. Такође ујед има облик зубних лукова (горње или доње вилице) са отисцима зуба на кожи у облику огуљитина и крвних подлива.

## Врсте и карактеристике уједине
Према узроку настанка уједина код људи може бити;

### Уједина код људи која потиче од сопствених зуба
Ова врста уједина код људи која потиче од сопствених зуба, најчешће настаје;
- Приликом јела,
- Онесвешћености код епилептичких, или других тоничних контракција,
- Приликом пада на доњу вилицу или активним ударом у предео доње вилице.

### Уједина код људи која потиче од туђих зуба
Ова врста уједина код људи настаје уједом друге особе или животиња;
Људска уједина
Ове ране нанесене су зубима другог човека и најчешће су локализоване на истуреним деловима тела; нос, прсти усна шкољка,, за време туче, силовања, код насилног механичког удушења (лат. oclusio nasi et oris, strangulatio manualis, compressio thoracis). 
Животињска уједина
Ове ране нанесене су зубима животиња и најчешће су локализоване на удовима, рукама или ногама и могу бити;
- Заживотна, када су нанете најчешће зубима, паса, мачака, коња, вукова) и
- Постмортне (након смрти), када је најчешће нанете од стране пацова, паса, мачака.

## Судско медицински значај
Судско-медицински значај уједине је у томе, што се на основу изгледа и облика уједине може идентификовати и извршилац уједине. 
Судска медицина посебну пажњу обраћа пореклу уједина и разликује;
- Уједине од животиња месождера - које су ближе убодинама, због оштрих шиљастих зуба, нарочито очњака животиња месождера.
- Уједина животиња биљоједа, - због пљоснатих и равних круна зуба, уједине су ближе раздеринама.
- Уједине човека, - које су плиће, и најчешће су на истуреним деловима тела.